# Bottom of Your Soul
Bottom of Your Soul è una canzone della rock band Toto, primo ed unico singolo estratto dall'album Falling in Between.

## Il disco
Il brano, firmato da tutti i componenti della band, ottenne molto successo come singolo, arrivando ventesimo nella Billboard Hot 100, tredicesimo nella Official Singles Chart e trentaduesimo nella ARIA Charts; comparve nella top 10 di molti altri paesi europei diventando così uno dei pezzi più celebri dei Toto. Alla registrazione presero parte come ospiti anche Joseph Williams e Steve Porcaro, rispettivamente ex cantante ed ex tastierista della band.
Dopo l'uscita di questo singolo, i Toto proclamarono il loro scioglimento nel giugno del 2008 e, a tal proposito, molti fan considerano Bottom of Your Soul una sorta di regalo d'addio.
La canzone parla delle sofferenze che causa una guerra e delle inevitabili conseguenze che sono costrette a pagare tutte le povere persone, soprattutto i bambini; parla anche della povertà nel mondo e di come si può aiutare tutta la gente che soffre la fame o i dolori di una guerra; la canzone è stata dunque un successo anche per la profondità e sensibilità del testo.

## Videoclip
Anche in questo caso, come già in alcuni anni precedenti, non fu girato un vero e proprio videoclip, ma un live in studio (vedesi come esempio Goodbye Elenore). Nel video non compare Steve Porcaro, mentre invece compare David Paich, che aveva annunciato il suo ritiro dalle scene nel 2003, non partecipando più ai live ma rimanendo comunque un membro del gruppo. Il video ha una durata di circa quattro minuti, cioè la canzone intera, ma senza la presenza di assoli.

## Tracce

### Versione mondiale
1. Bottom of Your Soul (radio edit) - 4:00
2. Bottom of Your Soul (versione album) - 6:58

### Versione estiva
1. Bottom of Your Soul (radio edit) - (3.58)
2. Gypsy Train (live) - (7.12)
3. Africa / Rosanna / Bottom of Your Soul (TV mix medley - live) - (4.50)
4. Bottom of Your Soul (versione album) - (6.57)

## Formazione
- Steve Lukather - chitarra e voce principale
- Bobby Kimball - voce secondaria e principale (nel ritornello)
- Joseph Williams - voce secondaria e principale (nel ritornello e nel bridge)
- David Paich - tastiera
- Steve Porcaro - tastiera (non compare nel video)
- Greg Phillinganes - tastiera e voce secondaria
- Mike Porcaro - basso
- Simon Phillips - percussioni
- Lenny Castro - percussioni